# Harald Molander (teaterman)
Johan Harald Molander, född 17 mars 1858 i Stockholm, död 22 november 1900 i Adolf Fredriks församling i Stockholm, var en svensk författare, teaterregissör och teaterchef.

## Biografi
Molander studerade vid Uppsala universitet 1877–1881. Han var 1884–1886 anställd som regissör vid Nya teatern i Stockholm och perioden 1886–1893 intendent vid Svenska Teatern i Helsingfors. 1893–1894 ledde han teaterturnéer och 1896 blev han intendent vid Vasateatern i Stockholm. Han anställdes som intendent vid Svenska teatern då Albert Ranft köpte teatern i maj 1898.
Han har författat åtskilliga pjäser och komedier, som treaktskomedin Rococo (1882), sorgespelet Furstinnan Gogol (1883), komedin Vårflod (1884), skådespelet Beatrice (1887) och lustspelet Flirtation (1893), vilka på sin tid berömdes för en skarp blick för det sceniska och en god dialog. Hans dramatik ansågs dock sakna djup. 1895 gav han ut Ibsen i västfickformat, parodier på Ibsen-stycken, delvis efter ett arbete av engelsmannen F. Anstey. Romanen En lyckoriddare (1896) behandlade Lars Wiwallius levnad. Molander dramatiserade romanen 1900, och pjäsen hade stor framgång på Svenska teatern i Stockholm med Anders de Wahl i huvudrollen. Romanen filmatiserades 1921 i regi av John W. Brunius och med Gösta Ekman i huvudrollen, se En lyckoriddare.
Molander hade även framgång som bearbetare och översättare för scenen, till exempel med sin tolkning av Edmond Rostands Cyrano de Bergerac 1900. Han sågs som en ypperlig teaterregissör, i synnerhet när det gällde att sätta upp stora stycken med pompa och ståt. Han ansågs också ha sinne för det historiska och var en god instruktör. Han hade stor del i teater- och musikexpositionen vid Stockholmsutställningen 1897, och var den som stod för idén till de så kallade folktågen, som för en billig penning förde folk till utställningen från avlägsna landsändar och Norge.
Efter Molanders död gavs samlingen Strödda skizzer och berättelser ut (1901), bland annat innehållande Stockholmsskildringen "Farbror Kuno Ottokar" (1891), resebrev samt krönikeartade humoresker och skisser som förut stått att läsa i en dagstidning.

## Familj
Molander var son till överläkaren Johan Molander och Augusta Dybeck. Han var från 1888 gift med skådespelaren Lydia Wessler, och var far till regissörerna och skådespelarna Gustaf Molander (gift med Karin Molander) och Olof Molander. Harald Molander var bror till läkaren Sigrid Engström. Makarna Molander är begravda på Norra begravningsplatsen utanför Stockholm.

### Bearbetningar och översättningar
- Ponsard, François (1879). Horatius och Lydia: komedi på vers i en akt. Upsala. Libris 1599659
- Dóczi, Lajos (1884). Kyssen: komedi på vers i 4 akter. Lund: Gleerupska univ:s-bokh. Libris 1596395
- Hugo, Victor. Kungen roar sig: skådespel på vers i fem akter. Lund. Libris 97945
- Coppée, François (1885). Severo Torelli: skådespel på vers i fem akter. Stockholm: Bille. Libris 1596264
- Ibsen, Henrik (1888). Kärlekens komedi: komedi i tre akter. Helsingfors: Söderström. Libris 1623559
- Gilbert, W. S.; Sullivan, Arthur (1890). Mikado: operett i 2 akter. [Helsingfors]. Libris 1622829
- Wittmann, Hugo; Millöcker, Karl; Bauer, Julius (1890). Den stackars Jonathan: Operett i 3 akter. Operatexter ; 20. Stockholm: Abr. Hirsch. Libris 1625346
- Ibsen, Henrik (1895). Ibsen i västficksformat: en samling af skaldens mest kända skådespel i lindrigt sammandrag lämpade för allvarligt själfstudium : delvis med ledning af F. Anstey's Pocket Ibsen. Stockholm: F. & G. Beijers Bokf.-aktb. Libris 1624949
- Rostand, Edmond (1900). Cyrano de Bergerac: heroisk komedi i fem akter, på vers. Stockholm: Bonnier. Libris 1233783

## Teater

### Regi (ej komplett)
| År   | Produktion          | Upphovsmän        | Teater                     |
| ---- | ------------------- | ----------------- | -------------------------- |
| 1891 | Bröllopet på Ulfåsa | Frans Hedberg     | Svenska teatern, Stockholm |
| 1899 | Gustav Vasa         | August Strindberg | Svenska teatern            |